# 陂洋镇
陂洋镇，是中华人民共和国广东省汕尾市陆丰市下辖的一个乡镇级行政单位。

## 行政区划
陂洋镇下辖以下地区：
陂洋社区、陂沟村、洋口村、内洋村、芹洋村、岐岭村、莲花村、三岭村、田仔村、金坑村、龙潭村、古寨村、草洋村和双坑村。